# Speocera dayakorum
Speocera dayakorum là một loài nhện trong họ Ochyroceratidae. Loài này phân bố ở Borneo.